# Christiansburg (Ohio)
Christiansburg és una població dels Estats Units a l'estat d'Ohio. Segons el cens del 2000 tenia 553 habitants.

## Demografia
Segons el cens del 2000, Christiansburg tenia 553 habitants, 216 habitatges, i 157 famílies. La densitat de població era de 970,5 habitants per km².
Dels 216 habitatges en un 31,9% hi vivien nens de menys de 18 anys, en un 58,3% hi vivien parelles casades, en un 8,8% dones solteres, i en un 27,3% no eren unitats familiars. En el 23,6% dels habitatges hi vivien persones soles el 13,4% de les quals corresponia a persones de 65 anys o més que vivien soles. El nombre mitjà de persones vivint en cada habitatge era de 2,56 i el nombre mitjà de persones que vivien en cada família era de 3,04.
Per edats la població es repartia de la següent manera: un 23,5% tenia menys de 18 anys, un 9,8% entre 18 i 24, un 29,3% entre 25 i 44, un 22,4% de 45 a 60 i un 15% 65 anys o més.
L'edat mediana era de 37 anys. Per cada 100 dones de 18 o més anys hi havia 97,7 homes.
La renda mediana per habitatge era de 32.500 $ i la renda mediana per família de 38.125 $. Els homes tenien una renda mediana de 31.719 $ mentre que les dones 25.588 $. La renda per capita de la població era de 16.877 $. Aproximadament el 7,1% de les famílies i el 6,7% de la població estaven per davall del llindar de pobresa.

## Poblacions més properes
El següent diagrama mostra les poblacions més properes.